# Cornutrypeta gansunica
Cornutrypeta gansunica är en tvåvingeart som beskrevs av Chen och Wang 2008. Cornutrypeta gansunica ingår i släktet Cornutrypeta och familjen borrflugor. Inga underarter finns listade i Catalogue of Life.